# Diego Sánchez Haase
Diego Sánchez Haase (n. Villarrica, 18 de mayo de 1970) es un director de orquesta, compositor, arpista,  pianista y clavecinista paraguayo. Considerado como la figura más brillante, completa y versátil de la nueva generación de la música culta del Paraguay.
Se inició en la música a través del estudio del arpa paraguaya (con la cual ha obtenido numerosos premios en concursos nacionales). En su adolescencia abandona su actividad dentro de la música popular, para dedicarse de lleno a la música erudita.

## Formación Musical
Ha realizado su formación musical básica en Villarrica y Asunción, bajo la guía de Ana María Barrios de Fariña, Elba O. de Mussi y Balbina Salcedo Milleres, obteniendo el Título de Profesor Superior de Piano, con calificación "Sobresaliente, con Méritos Excepcionales",y en Teoría de la Música, Composición y Dirección Orquestal con los maestros Nicolás Ayala Casco y Florentín Giménez.
A partir de 1989, inicia Sánchez Haase una etapa prolongada de viajes de perfeccionamiento en Europa y América, a través de la obtención de diversas becas de organismos internacionales, como el IILA, la UNESCO, la OEA, y el Goethe Institut. Así, estudió Dirección Orquestal en Alemania, Italia, Venezuela, Brasil, España y EE. UU., bajo la batuta de maestros de fama mundial, como Helmut Rilling, Armin Thalheim, Mario Benzecry, Albert Juliá, Thomas Sommerville, entre otros. En la Internationale Bachakademie Stuttgart (Alemania) ha profundizado la música de Johann Sebastian Bach, de la mano del célebre maestro alemán Helmuth Rilling.
Sánchez Haase ha participado, así mismo, en numerosos cursos de Dirección Orquestal en importantes festivales como:
- III Festival de Música de Cascavel (Brasil, 1991).
- X Oficina de Música de Curitiba (Brasil, 1992).
- Sommerakademie J.S. Bach Stuttgart (Alemania, 1996).
- Academia Bach de Santiago de Compostela (España, 1998).
- Europäisches Musikfest Stuttgart (Alemania, 2000).
- Oregon Bach Festival (Eugene, Oregón, EE. UU., 2001).

## Pianista y clavecinista
Sánchez Haase ha iniciado su carrera pianística al presentarse a la edad de 17 años, como solista de la Orquesta de Cámara Municipal de Asunción. A partir de entonces, ha ofrecido numerosos conciertos como solista y como pianista acompañante en varias ciudades del Paraguay y del exterior.
En numerosas ocasiones se ha presentado como solista de la Orquesta Sinfónica de la Ciudad de Asunción (en 1989 estrenó su propio Concierto para Piano y Orquesta), la Orquesta de Cámara Municipal de Asunción, la Orquesta Filarmónica Guaireña, la Orquesta Sinfónica de Encarnación, Orquesta Sinfónica Nacional del Paraguay, Newton Mid-Kansas Symphony Orchestra (EE. UU.), entre otras.
En los años 1995 y 1997 se ha presentado como pianista en el Salón Dorado del Teatro Colón de Buenos Aires.
En los últimos años se dedica así mismo al clavecín, presentándose en numerosas oportunidades con varias agrupaciones de cámara. Como clavecinista, a principios del 2010 ha realizado una gira de conciertos por Estados Unidos y Centroamérica, presentándose en diversos conciertos y realizando grabaciones discográficas en California y Panamá.

## Director de Orquesta
Su carrera como Director de Orquesta la inicia en 1990, al presentarse al frente de la Orquesta de Cámara Municipal de Asunción.
En 1992 ha fundado la Orquesta de Cámara de Villarrica, convertida luego en Orquesta Filarmónica Guaireña, la primera en su género en el interior de Paraguay, y de la cual es hasta hoy día director titular. Ha sido así mismo, el primer director de la Orquesta Filarmónica de Encarnación.
Desde su regreso de Alemania, en 1993, Sánchez Haase trabaja intensamente en la difusión de la música de Johann Sebastian Bach en Paraguay, habiendo presentado en primera audición en Paraguay varias obras de este compositor, entre ellas “La Pasión según San Juan”, los seis "Conciertos brandenburgueses", el "Oratorio de Navidad", el "Oratorio de Pascuas", numerosas cantatas y varias otras obras.  En ese sentido, ha creado en Coro Bach de Asunción, y el Bach Collegium de Asunción, del cual es director titular. 
En 1998 ha resultado ganador por unanimidad del Primer Premio en el Concurso "Segunda Selección de Directores Latinoamericanos", llevado a cabo en la ciudad de Mendoza, Argentina.
Como director y pianista se ha presentado en importantes escenarios de Paraguay, Argentina, Bolivia, Brasil, Venezuela,México, España, Estados Unidos y Alemania, y al frente de importantes agrupaciones como:
- Bach Collegium Stuttgart (Alemania)
- Orquesta y Coro del Oregon Bach Festival (EE. UU.)
- Orquesta Sinfónica de Lara (Venezuela)
- Orquesta Sinfónica de los Llanos (Venezuela)
- Orquesta Sinfónica de la Universidad de Cuyo (Argentina)
- Orquesta Sinfónica de Mar del Plata (Argentina)
- Orquesta Sinfónica Nacional Argentina (Argentina)
- Orquesta Sinfónica de la Provincia de Córdoba (Argentina)
- Orquesta Sinfónica del Centro del Conocimiento, de Posadas (Argentina)
- Orquesta Sinfónica de la Provincia de Salta (Argentina).
- Orquesta Sinfónica y Coro del Teatro Argentino de La Plata (Argentina)
- Orquesta del Congreso de la Nación (Argentina)
- Orquesta Filarmónica de Toluca (México)
- Orquesta Sinfónica Istmeña (Panamá)
- Orquesta Sinfónica de Asunción (Paraguay)
- Orquesta de Cámara Municipal de Asunción (Paraguay)
- Newton Mid-Kansas Symphony (EE. UU.)
- Orquesta Sinfónica Nacional del Paraguay

En el año 2001 ha sido designado Director Titular Exclusivo de la Orquesta de la Universidad del Norte, de Asunción, cargo que ha ejercido hasta enero de 2012.
Ha sido fundador y director artístico del Festival de Música Barroca de Asunción. 
Así mismo, ha sido fundador y director artístico del Festival de Música Contemporánea de Asunción. 
En el año 2005 ha sido designado Music Director and Conductor de la Newton Mid-Kansas Symphony Orchestra de los Estados Unidos, convirtiéndose de esta manera en el primer director paraguayo nombrado titular de una
orquesta sinfónica norteamericana.
Bajo su dirección, la Orquesta de la Universidad del Norte ha resultado la primera agrupación paraguaya en ser seleccionada para participar en el prestigioso Festival de Música Barroca y Renacentista Americana de Chiquitos, Bolivia (2006), ofreciendo cuatro conciertos en el marco de dicho festival.
En el año 2012 ha sido designado, a través de un histórico concurso de méritos y aptitudes, Director Titular de la Orquesta Sinfónica del Congreso Nacional del Paraguay (OSIC).  
Así también, bajo su dirección, el Bach Collegium de Asunción se ha presentado en el BachFest de Cochabamba, Bolivia, así como en el Museo Nacional de Arte Decorativo (Buenos Aires, Argentina), la Iglesia Vieja del Real Monasterio de San Lorenzo de El Escorial (España) y la Catedral Magistral de Alcalá de Henares (España). 
Diego Sánchez Haase es el más experimentado director orquestal paraguayo de ópera y ballet, habiendo dirigido a lo largo de sus 25 años de carrera, cerca de 30 producciones de ópera y 15 producciones de ballet.

## Compositor
El músico paraguayo es además autor de numerosas piezas sinfónicas y de cámara, que han sido estrenadas e interpretadas en Paraguay, Argentina, Brasil, Uruguay, Chile, Cuba, México, Perú, Estados Unidos, Italia, Alemania, Grecia, Marruecos, Nueva Zelanda y Australia,  como:
- "El viejo Daniel", concertino para clavecín y orquesta (2002), estrenada en el Cuarto Encuentro de Compositores Latinoamericanos, en Belo Horizonte, Brasil, y en Berlín por la Orquesta de la Musikhochschule Hanns Eisler, en noviembre de 2002;
- "En karumbé (una estampa de Villarrica), para piano (2000), estrenada en Washington por la pianista Nathaly Gustafson y grabada por la pianista Valentina Díaz Frenot, en el disco "Compositores del Mercosur", publicado por el Centro de Documentación Musical del MERCOSUR, obra que le ha valido el Premio Nacional de Música 2003, otorgado por el Parlamento Nacional. Esta pieza ha sido publicada en el álbum “Composiciones para piano de autores paraguayos contemporáneos”, publicado por el Viceministerio de Cultura del Paraguay.
- "Variaciones Sinfónicas" (1991), obra que le ha valido la primera Mención de Honor del Premio Nacional de Música 2001 y ha sido interpretada por la Orquesta Sinfónica de Mar del Plata, en noviembre de 2003.
- “Variaciones Guaireñas” (2003), pieza que ha sido estrenada en Italia, en el Festival “La Música e la Cultura del´America Latina”, llevado a cabo en la ciudad de Lucca, siendo interpretada por los solistas de la Associazione Musicale Lucchese, dirigidos por el maestro Fabio Neri. Esta obra ha sido publicada por la editorial italiana VP Music Media, de Roma.
- “El Luisón del Yvytyrusú” (2003), concierto para violoncello (o viola) y orquesta. Estrenada en el Memorial Hall de la ciudad de Newton, EE. UU., en octubre de 2004, por la Newton Mid-Kansas Symphony y el violonchelista Andrew Kolb. La crítica norteamericana lo ha calificado como "un concierto fascinante, digno de llevarlo al disco".
- “Pasopé” (2004), para cuarteto de voces masculinas y orquesta de cuerdas.
- "The Train", poema sinfónico para coro de niños y orquesta (2006): obra comisionada por la Newton Mid-Kansas Symphony Orchestra, para celebrar los cincuenta años de creación de dicha agrupación, la cual ha estrenado la obra en Estados Unidos, en octubre de 2006.
- "Suite de danzas paraguayas para clavecín" (2009): obra estrenada en Irvine, California, en febrero de 2010.
- "Sinfonía n. 1" (2011)", : obra compuesta en Roma, gracias a un estipendio del Centro Cultural de España "Juan de Salazar", para conmemorar el Bicentenario de la Independencia del Paraguay, y que ha sido estrenada en Asunción en mayo de 2011, y en Buenos Aires por la Orquesta Sinfónica Nacional Argentina, bajo la dirección del compositor.
- "En el cerro de Sapukái (2011)",  para arpa paraguaya y orquesta de cámara: obra estrenada en el V Festival Mundial del Arpa en Asunción, en el 2011.
- "Constanza y los duendes" (2012), para arpa paraguaya y orquesta de cámara : obra estrenada en el VI Festival Mundial del Arpa en Asunción, en 2012.
- "Dos piezas paraguayas para piano" (2013), estrenada en Londres, Inglaterra, por la pianista Valentina Díaz Frénot, en junio de 2013.
- "Variaciones sobre un tema paraguayo" (2013), para guitarra: obra estrenada en New York, Estados Unidos, por el guitarrista portorriqueño Hermelindo Ruiz Mestre, en octubre de 2013. La pieza ha tenido su estreno en Oceanía, en marzo de 2014, al ser interpretada por el mismo guitarrista en Nueva Zelanda y Australia. La obra ha sido estrenada en Paraguay en mayo de 2014.
- "Sonata paraguaya" (2014), para orquesta de cuerdas : obra estrenada en New York, Estados Unidos, en mayo de 2014, por la "Música de Cámara Chamber Orchestra", bajo la dirección del maestro portorriqueño Roselín Pabón. En el 2015, la pieza ha sido estrenada también en Argentina y México.
- "Pitogüe. Leyenda guaraní para oboe solo" (2014): obra estrenada en Atenas, Grecia, en mayo de 2014, interpretada por el oboísta chileno José Luís Urquieta, quien también ha estrenado la composición en Marruecos, Chile, Paraguay y Uruguay.
- "Preludio diatónico" (2014), para arpa paraguaya y orquesta de cámara : obra estrenada en el VIII Festival Mundial del Arpa en Asunción, en octubre de 2014.
- "El turú". Concierto para corno y orquesta (2015): estrenada por la Orquesta Sinfónica de Salta (Argentina), en julio de 2015, con la participación del cornista búlgaro Elenko Tabakov como solista.

## Docente
Sánchez Haase ha desarrollado también una intensa actividad, habiendo ocupado los siguientes cargos:
- Vicedirector de la Escuela de Música Diapasón, de Asunción.
- Titular de las cátedras de Formas Musicales e Historia de la Música, en la misma Escuela.
- Titular de la cátedra de Armonía, en el Conservatorio Municipal de Música de Asunción.
- Titular de la cátedra de Piano, en el Conservatorio Municipal de Música de Asunción.

Asimismo, ha realizado conferencias y clases magistrales sobre la música de Johann Sebastian Bach, en universidades de Paraguay, Argentina y Estados Unidos.

## Jurado en concursos
El maestro Diego Sánchez Haase ha sido miembro del jurado de numerosos concursos nacionales e internacionales, entre los que se destacan:
- Concurso Nacional de Piano “Francisco Marín Nogueras”, organizado por la Universidad Católica de Asunción.
- Concurso de Música de Piracicaba, San Pablo, Brasil, en las áreas de Piano, Violín y Corno.
- Concurso Nacional de Composición "Premio Cabildo" (2008).
- Concurso Nacional de Ópera. Ópera de San Juan, Argentina (2009).
- Momento Musical Op. 2009, organizado por Horowitz Pianos, Asunción, en las áreas de Piano y Música de Cámara
- Concurso Nacional de Composición "Lago Ypacarai" (2013).

## Investigador
En octubre de 2002, Diego Sánchez Haase ha presentado su libro “La música en el Paraguay (Historia y Análisis)”, publicado por Editorial “El Lector” de Asunción. Este libro forma parte del catálogo de la Biblioteca de Berlín, así como de varias universidades de los Estados Unidos y puede adquirirse en la red de internet.
Asimismo, en agosto de 2004 ha publicado su libro “La obra de J.S. Bach en la enseñanza musical paraguaya”, editado por la Universidad del Norte, constituyéndose en el primer estudio de autor paraguayo sobre la obra para teclados de Johann Sebastian Bach. 
En marzo de 2014 ha presentado su libro "Carlos Lara Bareiro, apóstol de la música y de la dignidad", en coautoría con Margarita Morselli, publicado por el Centro Cultural de la República "El Cabildo", en el marco de la colección "Creadores del Bicentenario". El libro ha sido presentado también en el Pabellón de Paraguay de la Feria Internacional de Libro de Buenos Aires, 2014. 
Diego Sánchez Haase también es autor de varios artículos publicados en revistas, libros y periódicos de Paraguay.
Sánchez Haase es fundador y director del Instituto Paraguayo de Musicología "Juan Max Boettner", dependiente de la Casa Bicentenario de la Música "Agustín Barrios Mangoré".

## Gestor cultural
En el campo de la gestión cultural, Diego Sánchez Haase ha creado en 1996 la Fundación Filarmónica Guaireña, principal soporte institucional de la Orquesta Filarmónica Guaireña. Asimismo, ha sido miembro del Consejo Asesor de Cultura, del Viceministerio de Cultura, de Paraguay, desde donde ha impulsado varios proyectos como la edición de partituras y discos de compositores paraguayos contemporáneos, la creación del Museo Nacional de la Música y del Instituto Paraguayo de Musicología. 
En la actualidad es presidente de la Sociedad Bach del Paraguay, miembro del Consejo Asesor del Teatro Municipal de Asunción, y recientemente ha sido designado Director de la Casa Bicentenario de la Música "Agustín Barrios Mangoré", dependiente del Centro Cultural de la República "El Cabildo".

## Galardones Obtenidos
Su multifacético trabajo ha sido reconocido por diversas instituciones, recibiendo numerosos galardones como:
- "Premio Joven Sobresaliente 1992"(Cámara Junior de Asunción).
- Premio Radio Curupayty a la Música 1993 (Radio Curupayty).
- Premio Amigos del Arte 1995 (Asociación de Amigos del Arte, Asunción).
- Nominación entre los "Cincuenta paraguayos del año 2000".
- Ha sido declarado "Hijo Dilecto de la Ciudad de Villarrica" por la Junta Municipal de dicha ciudad.
- Ha sido distinguido por la Gobernación del Cuarto Departamento del Guairá.
- Premio Nacional de Música 2003, otorgado por el Parlamento de la Nación.
- “Medalla de Oro José Asunción Flores 2004”, otorgádole por el Ministerio de Educación y Cultura del Paraguay.
- "Gran Premio Oscar Trinidad" (2007).
- Ha sido distinguido por la Presidencia de la Cámara de Diputados de la Nación.
- Sánchez Haase tiene ganado un lugar en el “Paseo de la Fama”, en la ciudad de Asunción.
- En el año 2011, año del Bicentenario de la Independencia del Paraguay, ha sido premiado con el galardón "Maestros del Arte", otorgado por el Congreso Nacional del Paraguay.
- En el año 2012 ha sido galardonado con el título de doctor honoris causa por la Universidad Nacional de Villarrica del Espíritu Santo.
- En noviembre de 2015 ha sido galardonado con la "Medalla Cabildo a la Investigación Científica", otorgada por la Presidencia del Congreso Nacional del Paraguay en homenaje a sus 25 años de trayectoria como director orquestal.

Diego Sánchez Haase es representado artísticamente por la prestigiosa agencia "Conciertos Daniel".

## Discografía
Al frente de la Orquesta de la Universidad del Norte, Sánchez Haase ha grabado los siguientes compactos:
- MOZART, BACH Y SANCHEZ HAASE (2002). Solista de piano: Nathaly Gustafson.
- L. VAN BEETHOVEN: 9. Sinfonía (2004).
- P. I. TCHAIKOVSKY: Sinfonía n. 5 (2004).
- ELGAR. CHOPIN Y SANCHEZ HAASE (2004). Solista de piano: Nathaly Gustafson.
- P.I. TCHAIKOVSKY: “La bella durmiente” (2004).
- SANCHEZ HAASE Y HERMINIO GIMENEZ (2005).
- 5. SINFONIA DE MAHLER (2005)

Asimismo, sus obras han sido incluidas en los siguientes compactos:
- Música para piano de compositores paraguayos contemporáneos. Editado por el Viceministerio de Cultura de Paraguay. Pianista: Valentina Díaz Frenót.
- Disco “Compositores del MERCOSUR”. Editado por el Centro de Documentación Musical del MERCOSUR (CEDOMM) Pianista: Valentina Díaz Frenót.
- Primer disco de la Orquesta de la Universidad del Norte.
- Disco “Sonidos del Paraguay”, producido por la GTZ (Cooperación Técnica Alemana).